# Governació de Damasc
La governació o muhàfadha de Damasc —en àrab محافظة دمشق, muḥāfaẓat Dimaxq— és una divisió administrativa (muhàfadha) de Síria, formada exclusivament per la ciutat de Damasc, que és la capital del país. La superfície és de 573 km² i la població estimada el 2002 d'1.653.000 habitants.
Vegeu: Damasc.